# Серолобая лептотила
Серолобая лептотила (лат. Leptotila rufaxilla) — птица из семейства голубиных. Имеет несколько подвидов, которые распространены исключительно в Южной Америке.

## Описание
Серолобая лептотила достигает длины 27 см, что соответствует длине малой белолобой лептотилы. Лоб светло-серый. Оперение верха головы немного темнее. На шее серый тон смешан с пурпурным цветом и слегка переливается. Лицо жёлто-коричневое. Шея по бокам и грудь серо-розовые. Верхняя сторона тела коричневато-оливкового цвета. При этом спина и внутренняя сторона крыльев имеют лёгкий бронзово-зеленоватый отблеск.

## Распространение
Серолобая лептотила имеет очень большую область распространения, которая простирается на большую часть Южноамериканского континента. Она отсутствует на западе континента, а также на юге. Она встречается от Колумбии и Венесуэлы, Гайаны, Тринидада и Бразилии, от востока Перу и Боливии вплоть до севера Аргентины и востока Уругвая. В частях области своего распространения это частый вид. Вид распространён на высоте от 600 м над уровнем моря на севере Южной Америки до 2 200 м над уровнем моря на юге Бразилии.
Её места обитания — это влажные и полувлажные тропические леса. Это обитающий на земле вид. Она населяет выруба леса, используя также вторичный лес, где он примыкает к первобытному лесу.

## Образ жизни
Серолобая лептотила — это оседлая птица. Она робкая и незаметная. Даже если она чувствует для себя угрозу, она скорее спрячется, забежав в подлесок, чем взлетев. Она перелетает всегда очень низко. Она живёт преимущественно в отдельности или в парах. Спектр питания охватывает семена, маленькие плоды и насекомых. Время размножения варьирует в зависимости от области распространения. В области распространения гнездовой период длится круглый год. Кладка состоит из 1—2 яиц. Период инкубации составляет 12 дней. Молодые птицы становятся самостоятельными через 12—13 дней.

## Содержание
Серолобая лептотила была впервые показана в зоопарке Лондона в 1880 году. Она может прожить при правильном уходе очень долго. Содержавшаяся в Берлинском зоопарке серолобая лептотила дожила до возраста 29 лет.